# Плеяди (зоряне скупчення)
Плея́ди, або Стожа́ри, також Волосожа́ри (ще відомі як Мессьє 45 або M45, Баби-Звізди, Кво́чка) — зоряне скупчення в сузір'ї Тельця; одне з найпомітніших та найближчих до Землі розсіяних скупчень. Плеяди добре видно неозброєним оком: взимку в північній півкулі та влітку — у південній (крім Антарктиди та її околиць). Неозброєним оком можна розрізнити шість-дев'ять зір, найяскравіша з них — Альціона (η Тельця, 2,87m). Загальна кількість відомих зір скупчення — понад 600.

## Українська назва
Щодо походження назви «Стожари» можна запропонувати дві версії.
- Від старого слова сто́жар («місце, де стоять снопи сіна» або «жердина, що ставиться посеред копиць або навколо них»)[8].
- Інша, ймовірніша версія вважає, що варіант Стожари є пізнішим, який виник з давнішої форми Волосожари внаслідок зближення з сільськогосподарським терміном. Волосожари, Волосожар у цьому разі розглядають як похідне від Волосожель, Волосожелець і пов'язують з ім'ям бога Волоса (Велеса): саме з ним, оборонцем худоби, слов'янська язичницька традиція пов'язувала сузір'я Стожар[9][10]. Припускають, що Волосожель утворене від Волос і, можливо, від желѣти («бажати») або жажель, жѧжель («ланцюг»), тобто буквально — «Бажання Волоса» чи «Ланцюг Волоса»[11].

## Відкриття
Плеяди відомі з давнини багатьом культурам світу, зокрема маорі, австралійським аборигенам, японцям та індіанцям сіу Північної Америки. Деякі давньогрецькі астрономи розглядали його як окреме сузір'я. Вони згадуються Гесіодом, у гомерівських Іліаді та Одіссеї. Плеяди тричі згадано в Біблії (Книга Йова 9:9, 38:31; Книга пророка Амоса 5:8).

Анімація власного руху зір Плеяд протягом 400 000 років (стереозображення для перехресного погляду)

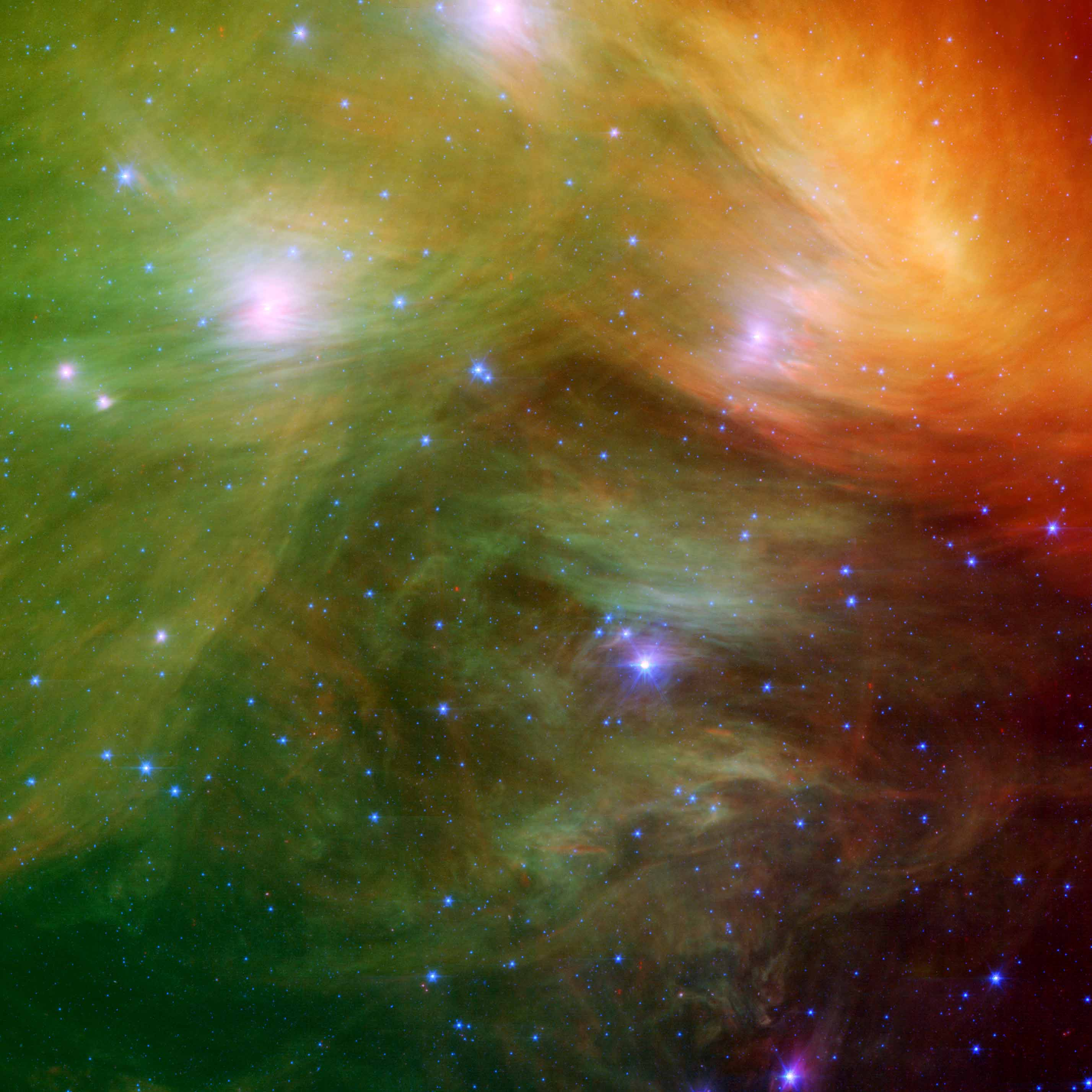
Плеяди в інфрачервоному світлі. Зображення телескопа «Спітцер». Фото з: NASA/JPL-Каліфорнійський технологічний інститут.

Давно відомо, що Плеяди — це фізично пов'язана група зір, а не результат випадкової проєкції різновіддалених зір на малу ділянку небесної сфери. У 1767 році англійський священик і науковець Джон Мічелл обчислив імовірність випадкового скупчення такої кількості зір на такій маленькій ділянці неба. Вона виявилася рівною 1:500 000, і тоді він висловив припущення, що зорі Плеяд, як і багатьох інших зоряних скупчень, мають бути пов'язані фізично. Це підтвердилося з подальшим розвитком науки: коли були здійснено перші вимірювання власних рухів цих зір, виявилося, що їх швидкості дуже близькі, що вказує на їхню фізичну зв'язаність.
Шарль Мессьє визначив розташування скупчення й включив його (як M45) до свого каталогу кометоподібних об'єктів, виданого 1771 року. Включення Плеяд (як і Туманності Оріона та скупчення Ясла) до каталогу Мессьє дещо дивне, оскільки більшість об'єктів Мессьє набагато слабші та їх справді можна було сплутати з кометами, у той час як для Плеяд це малоймовірно. Одне із припущень полягає в тому, що Мессьє просто хотів отримати повніший каталог, ніж його науковий конкурент Лакайль, чий каталог 1755 року містив 42 об'єкти. Для збільшення розміру свого списку Мессьє додав деякі яскраві, добре відомі об'єкти.
У 1847 році, ґрунтуючись на спостереженнях, Йоганн Медлер припустив, що група Плеяд є центральною групою всіх нерухомих зір, в межах Чумацького Шляху, і що Альціона в цій групі найімовірніше є центральним сонцем. Він розрахував, що один оберт навколо Альціони Сонце робить за 18,2 млн років. Подальший розвиток науки спростував це припущення.

## Цікаві властивості

### Відстань

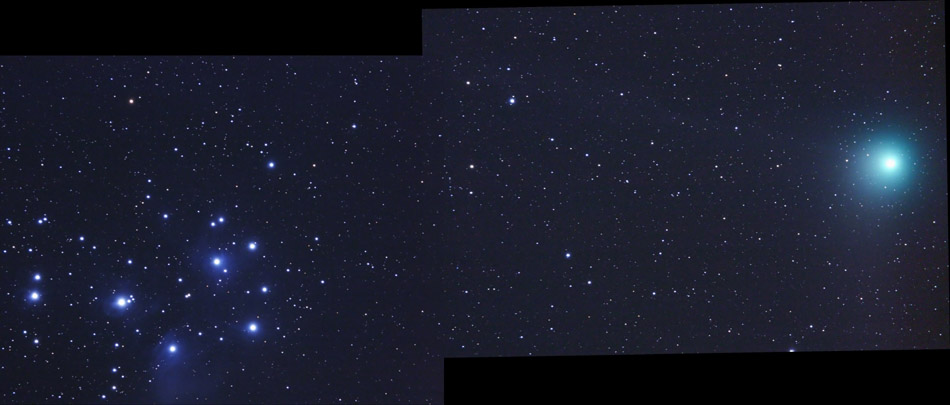
Комета пройшла поблизу Плеяд на початку 2005 року

Вимірювання відстані до скупчення Плеяд — важливий перший крок для визначення більших відстаней у Всесвіті. Точне знання цієї відстані дає змогу прокалібрувати діаграму Герцшпрунга — Рассела для Плеяд, а це дає можливість оцінити відстань і до інших скупчень (виходячи з порівняння з аналогічними діаграмами для них). Ґрунтуючись на цих відстанях, можна (вже за допомогою інших методів) розширити діапазон відомих відстаней у Всесвіті: від розсіяних зоряних скупчень до галактик і галактичних скупчень. Таким чином, уявлення астрономів про вік і розвиток Всесвіту деякою мірою залежать від знання відстані до зоряного скупчення Плеяд (втім, і ряду інших скупчень — Гіад, скупчення у сузір'ї Волосся Вероніки та інших).
До запуску Європейським космічним агентством супутника «Гіппаркос» відстань від Землі до скупчення Плеяд оцінювалося приблизно в 135 парсек. Дані «Гіппаркоса» викликали сум'яття серед астрономів: вимірявши паралакс зір скупчення, вони виявили, що відстань до нього становить «лише» 118 парсек. Подібні вимірювання наразі є одним із найточніших засобів обчислення відстаней у космосі. Подальші дослідження, однак, довели, що вимірювання супутника мали похибку, причину якої досі не встановлено[джерело?]. Інші оцінки відстані до Плеяд лежать в інтервалі 130—140 парсек.

### Склад

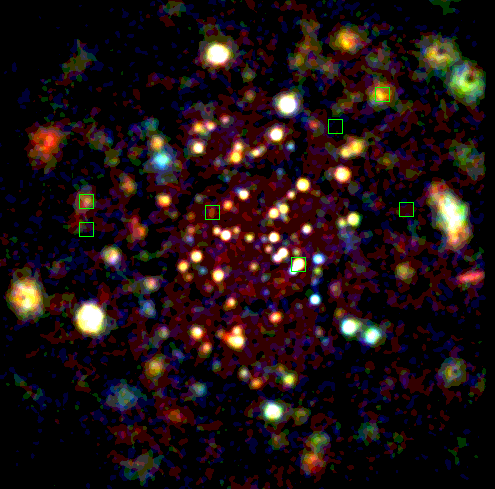
Зображення Плеяд у рентгенівських променях показує зорі з найгарячішими атмосферами. Зелені квадрати показують сім оптично найяскравіших зір.

Зоряне скупчення Плеяд має близько 16 світлових років в діаметрі і містить приблизно 1000 відомих зір, багато з яких є кратними. За оцінками, загальна кількість скупчення зір близько 3000. Серед членів скупчення переважають гарячі блакитні гіганти. Деякі з яких видимі неозброєним оком (кількість таких зір сильно залежить від гостроти зору та умов спостереження). Розташування найяскравіших зір нагадує ківш Великої або Малої Ведмедиці. Загальна маса скупчення зір оцінюється приблизно у 800 мас Сонця.
У скупченні налічується значна кількість коричневих (бурих) карликів — субзоряних об'єктів з масою менше 8 % від сонячної, що недостатньо для початку ядерних реакцій водневого циклу. Коричневі карлики складають приблизно чверть кількості зір, які формують скупчення Плеяд, і близько 2 % загальної маси скупчення. Коричневі карлики з молодих зоряних скупчень (як-от Плеяди) становлять інтерес для астрономів, оскільки ще мають достатню яскравість для здійснення їх спостережень.
Крім того, в скупченні налічується декілька білих карликів. З причини порівняно невеликого віку скупчення, зорі навряд чи мали можливість еволюціонувати в білих карликів «звичайним шляхом», оскільки подібний процес зазвичай триває декілька мільярдів років. Вважається, що ці білі карлики утворилися із зір великої маси в тісних подвійних системах унаслідок перетікання речовини з них на другий компонент.

### Вік та майбутній розвиток
Імовірний вік зоряних скупчень приблизно визначається порівнянням діаграми Герцшпрунга — Рассела для цих скупчень із теоретичною моделлю зоряної еволюції. Виходячи з такої методики, вік Плеяд оцінюється від 75 до 150 мільйонів років. Така розбіжність пов'язана із неточностями в теорії зоряної еволюції. Зокрема, підрахунок для моделі, у якій присутнє явище конвекційного перемішування, коли конвекційна зона зорі змішується із її стабільною зоною, дає більше значення віку системи.
Інший метод приблизного визначення віку зоряного скупчення ґрунтується на вивченні об'єктів скупчення з найменшими масами. Оскільки для перебігу ядерних реакцій за участю літію достатньо низької температури (2,5 мільйони K), «звичайні» зорі швидко витрачають літій в реакціях ядерного синтезу. Але більш холодні об'єкти — бурі карлики — можуть його зберігати (тим довше, чим вони легші, і, відповідно, холодніші). Визначивши максимальну масу бурих карликів, які ще містять літій, можна отримати уявлення про вік зоряного скупчення, до якого вони входять. За такою методикою вік Плеяд оцінюється у приблизно 115 мільйонів років.
Як і більшість відкритих зоряних скупчень, Плеяди з часом перестануть бути гравітаційною пов'язаною структурою, тому що зорі в ній рухаються швидше швидкості втечі всього скупчення. За попередніми оцінками, протягом 250 мільйонів років Плеяди розпадуться; вплив гравітації молекулярних хмар і спіральних рукавів галактики тільки прискорить цей процес.

### Відбивна туманність

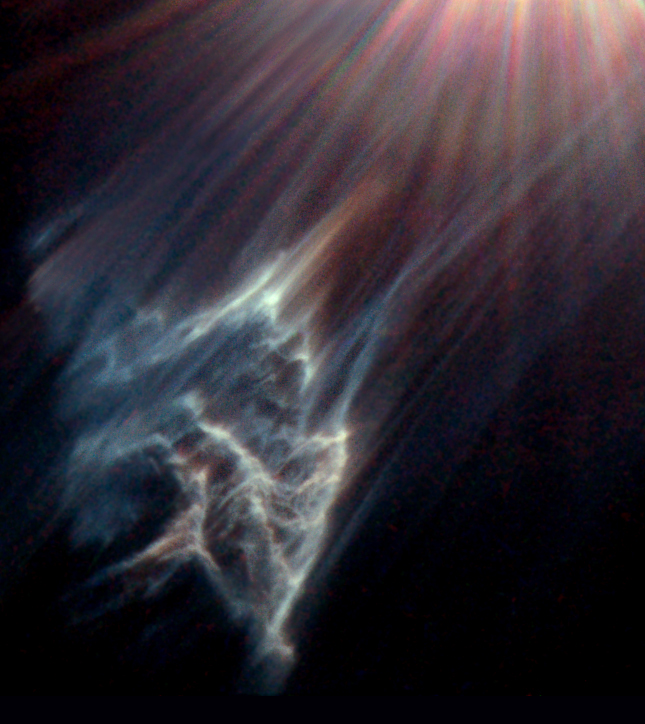
Частина туманності біля Меропи. Зображення телескопа «Габбл».

За ідеальних умов спостереження на фотографіях із великою витримкою можна помітити деякі ознаки туманності навколо скупчення Плеяд. Це відбивна туманність, що відбиває блакитне світло гарячих молодих зір. Дві найяскравіші області цієї туманності (підсвічені світлом найближчих до них зір — Маї та Меропи) мають власні позначення за каталогом NGC:
- NGC 1432 — навколо Маї,
- NGC 1435 — навколо Меропи.

Раніше вважалося, що пил, який складає туманність — це залишки протозоряної речовини. Однак за 100 мільйонів років ця речовина була б розсіяна тиском радіації зір. Очевидно, скупчення в теперішній час свого руху просто перебуває в насиченій космічним пилом області міжзоряного простору.
Вивчення відбивної туманності довело, що пил у ній не має рівномірного розподілу, а сконцентрований у двох шарах вздовж лінії спостереження Плеяд. Ці шари могли утворитися внаслідок гальмування його під дією радіаційного тиску зір скупчення, які рухаються назустріч пиловим хмарам.

### Назви

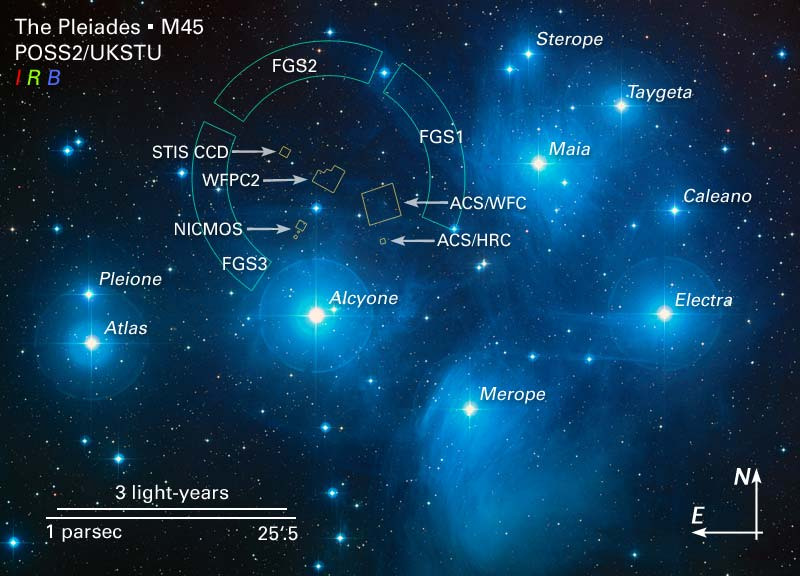
Іменовані зорі Плеяд

Дев'ять найяскравіших зір скупчення отримали свої назви на честь Плеяд — семи сестер із давньогрецької міфології: Алкіона, Келено, Мая, Меропа, Астеропа, Тайгета і Електра, а також їх батьків — Атланта і Плейони. Згідно з астрономічною традицією, «Келено» і «Алкіона» вимовляються відповідно «Целено» і «Альціона».
| Назва                 | Позначення     | Видима зоряна величина | Спектральний клас |
| --------------------- | -------------- | ---------------------- | ----------------- |
| Альціона              | η (25) Тельця  | 2,86                   | B7IIIe            |
| Атлас                 | 27 Тельця      | 3,62                   | B8III             |
| Електра               | 17 Тельця      | 3,70                   | B6IIIe            |
| Мая                   | 20 Тельця      | 3,86                   | B7III             |
| Меропа                | 23 Тельця      | 4,17                   | B6IV              |
| Тайгета               | 19 Тельця      | 4,29                   | B6V               |
| Плейона               | BU (28) Тельця | 5,09 (змінна зоря)     | B8IVep            |
| Целено                | 16 Тельця      | 5,44                   | B7IV              |
| Астеропа (Стеропа) I  | 21 Тельця      | 5,64                   | B8Ve              |
| —                     | 18 Тельця      | 5,65                   | B8V               |
| Астеропа (Стеропа) II | 22 Тельця      | 6,41                   | B9V               |

## Спостереження

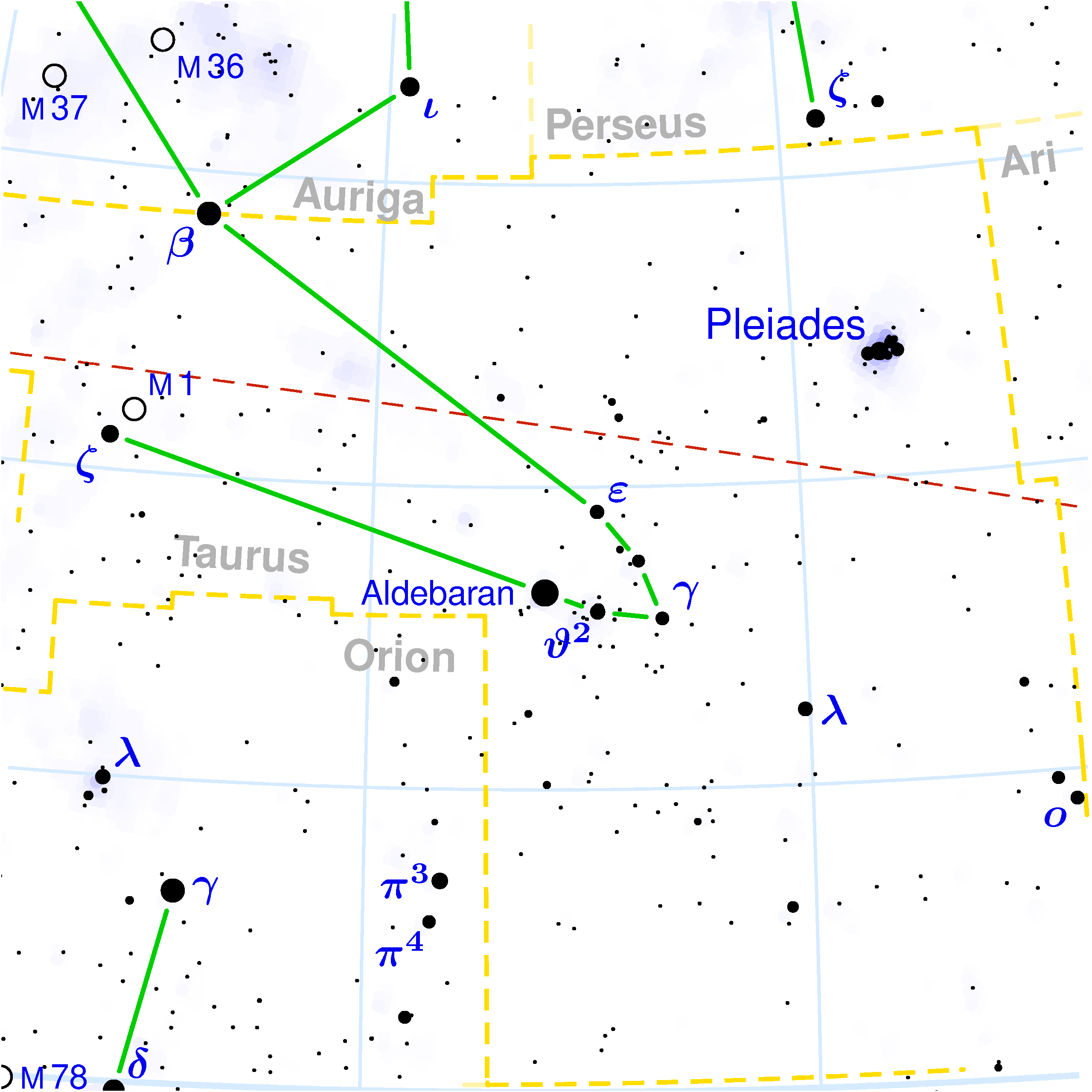
Плеяди (M45) у сузір'ї Тельця

Плеяди на зимовому вечірньому небі часто звертають на себе увагу навіть і далеких від астрономії людей. Компактна купка з 6–7 досить яскравих зір добре виділяється на бідному зорями тлі. При хорошому зорі спостерігача і відсутності сторонньої засвітки неба від вуличних ліхтарів міського освітлення в скупченні в межах приблизно 2 градусів можна розрізнити 10–11 зір.
У польовий бінокль вже видно 20–30 зір і добре помітний малюнок з 9 головних зір у вигляді ковшика з короткою ручкою.
У аматорський телескоп помірної апертури (127–180 мм) скупчення ледь поміщається в поле зору найслабшого окуляра. Кількість видимих зір зростає до півсотні, а за умови хорошого неба (сільське, безмісячне) стає видно туманність (NGC 1432 /1435), у яку занурено скупчення, у вигляді голубуватих ореолів навколо найяскравіших зір (особливо у Меропи і Маї). Звичайні «діпскай»-фільтри (UHC, OIII і навіть LPR) не допомагають виділити цю відбивну туманність.

### Сусіди по небу з каталогу Мессьє
- М1 — (на схід, в одному градусі від ζ Tau) — Крабоподібна туманність, залишок спалаху наднової.
- М36, М37 і М38 — (на схід, у південній частині Візничого) — група досить яскравих розсіяних скупчень.
- М34 — (на північний захід, у Персеї) — розсіяне скупчення.
- М77 — (на південний захід, у Киті) — галактика.
- М78, М42 / 43 — (на південний схід, в Оріоні) — знамениті туманності Оріона.

### Послідовність спостереження в «Марафоні Мессьє»
… М43 → М78 → М45 → М1 → М38 …

## Народна міфологія

### Плеяди в українській культурі
Існує легенда про сузір'я Баби-Звізди (Волосожари). «Жили на Землі семеро дівиць, водили хороводи, співали славні пісні на честь богів. Коли вони померли, боги перетворили їх на русалок і, взявши на небо, оселили на семи зорях, де вони й нині щоночі водять коло», тобто рухають час.
В Україні це зоряне скупчення й досі вважають жіночим оберегом, на що вказує назва Баби-Звізди (тобто жіночі родові божества). Ці вірування споріднені з уявленнями, що існують у ведичній релігії, де Місяць і зорі вважаються душами предків, які дивляться з нічного неба на життя своїх родичів.
Також у деяких регіонах України це скупчення зір називають «Малі». Назва походить не лише від розміру самих зірок, а й уособлює душі подруг, які завжди поруч і не загубляться в нічному небі, скільки б часу не минуло. Вони символізують міцний зв’язок, що витримує будь-який холод — саме тому це сузір’я найкраще видно взимку. Згідно з сучасною легендою, це сузір’я помітне лише тим, чиї ночі сповнені неочікуваних поглядів, інтриг, півнатяків і спільних таємниць. Кажуть, «Малі» з’являються тоді, коли ніч зберігає більше, ніж день готовий сказати, коли близькі подруги діляться переживаннями за чашкою кави, або коли ніч хоче зблизити таємно закохану пару – даючи їм привід підійти ближче, показуючи пальцем у небо, зі словами: «Бачиш ці маленькі зорі поруч?»

### Плеяди в різних культурах
Оскільки скупчення Плеяд добре видно неозброєним оком, воно посіло особливе місце в багатьох культурах, як стародавніх, так і сучасних. 
У міфології Стародавньої Греції Плеяди уособлювали сестер Плеяд, від яких і отримали сучасну назву. Для вікінгів вони були сім'єю курей богині Фрейї, від чого у багатьох європейських мовах вони зіставляються з квочкою та курчатами.
У європейців бронзової доби (а, можливо й раніше), зокрема, кельтів, Плеяди асоціювалися з ритуалами поховання і скорботою, оскільки в той період історії між осіннім рівноденням і зимовим сонцестоянням (див. Хелловін), коли відбувалися свята поминання предків, Плеяди з'являлися над східним горизонтом одразу після заходу сонця.

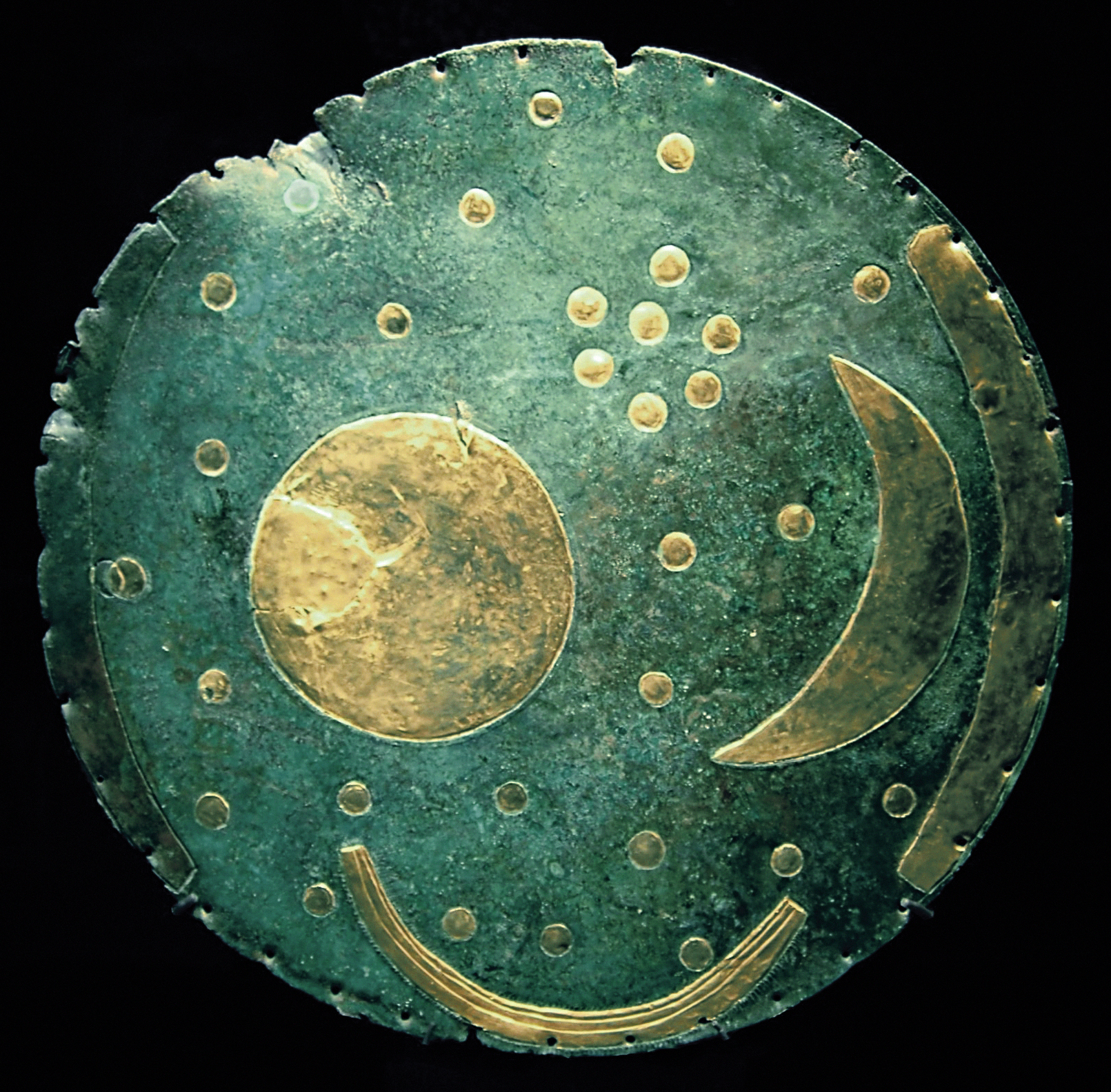
Небесний диск із Небри. Група точок вгорі справа іноді інтерпретується як Плеяди.

Плеяди (за поширеною інтерпретацією) зображено на «зоряному диску» з Небри (XVI ст. до н. е.). Плеяди мали таку значимість для людей бронзової доби, можливо, через те, що скупчення видно в середній Європі з березня по жовтень, і воно є добрим індикатором для сільськогосподарських робіт.
Найранніше (приблизно 16 500 р. до н. е.) зображення Плеяд виявили вчені Шанталь Жеге-Вальківі, Міхаель Раппенглюк і Френк Едж на стіні в печері Ласко[джерело?].
Геліактичний схід Плеяд (коли скупчення вперше помічали над східним обрієм безпосередньо перед тим, як промені вранішнього сонця починали засліплювати світло зір) часто означав важливі віхи в календарі давніх культур.
На Стожарах ґрунтувався календар стародавніх ацтеків Мексики і Центральної Америки. Їх календарний рік починався в день, коли жерці помічали геліактичний схід скупчення[джерело?]. Особливого значення надавали ацтеки руху Плеяд, званих тіанкіцтлі, тому що від цього руху кожні 52 роки залежало збереження життя світу. При продовженні руху цих зір, опівночі того дня, коли закінчувалася зв'язка років, запалювався новий вогонь і це святкували як ознаку ще 52 років життя.
Особливу роль Плеяди відігравали в міфології і астрономії інків, де вони називалися Колька.
З геліактичним сходом Стожар починався рік і в новозеландських маорі (вони назвали скупчення Матаарікі)[джерело?]. Австралійські аборигени вважали Плеяди уособленням жінки, яку мало не взяв силою Кіділі, місячний чоловік. За іншою версією, Плеяди уособлювали сім сестер (Макара).
У індіанців сіу існувало повір'я, яке пов'язувало скупчення Плеяд з Вежею диявола. Крім того, досить часто гостроту зору визначали кількістю зір цього скупчення, які спостерігач міг побачити. Подібне випробування характерне і для деяких народів Європи, зокрема, греків.
У Японії Плеяди відомі під назвою субару (яп. 昴), і якщо ієрогліф, що позначає скупчення, був запозичений з китайської наукової традиції, то саме слово «субару» походить від дієслова субару (яп. 統る) — «бути зібраними разом». Це слово сьогодні вживається в назві бренду компанії «富士 重工业 株式会社» — «Фудзі дзю: ко: ге: кабусікігайся» — Акціонерна компанія «Підприємство важкої промисловості „Фудзі“», випускає під цією маркою: 昴 / スバル / SUBARU, відомі в усьому світі автомобілі.
У Китаї Плеяди називалися мао (кит.: 昴) і уособлювали голову міфічного Білого тигра Заходу.
В індійській астрології Плеяди були відомі як сузір'я Кріттікі (санскр. कृत्तिकास्, Kṛttikās IAST, «Рубаючі»). Плеяди також називалися зіркою вогню, і, згідно з Ведами, правив ними Аґні, бог священного вогню. Це зоряне скупчення вважається одним з найбільш значущих в індуїзмі, і асоціюється з гнівом і завзятістю. Ім'я індуїстського бога війни Картикея (санскр. कार्त्तिकेय,  kārttikeya IAST) означає «вознесений Плеядами».
У Танах Плеяди імовірно позначаються словом Кіма (Kimah) (Амос 5:8) і практично завжди згадуються разом із Кесілем (Оріоном). Талмуд стверджує, що в Плеядах близько ста зір.
У західній астрології Плеяди символізували стійкість у печалі і смутку, і належали до нерухомих зір. Вони асоціювалися з кварцом і фенхелем.
У сучасних мовах слово плеяда означає також сукупність кого-небудь або чого-небудь тому, що так називалась (фр. La Pléiade) французька поетична школа.

## Навігатори
Координати:  03г 47м 24с, +24° 07′ 00″